# Vestvågøy
Vestvågøy es un municipio de la provincia de Nordland en la región de Nord-Norge, Noruega. A 1 de enero de 2018 tenía una población estimada de 11 397 habitantes.
Se encuentra ubicado en la costa noroccidental de la península escandinava, cerca del fiordo Ofotfjord.

Vestvagøy
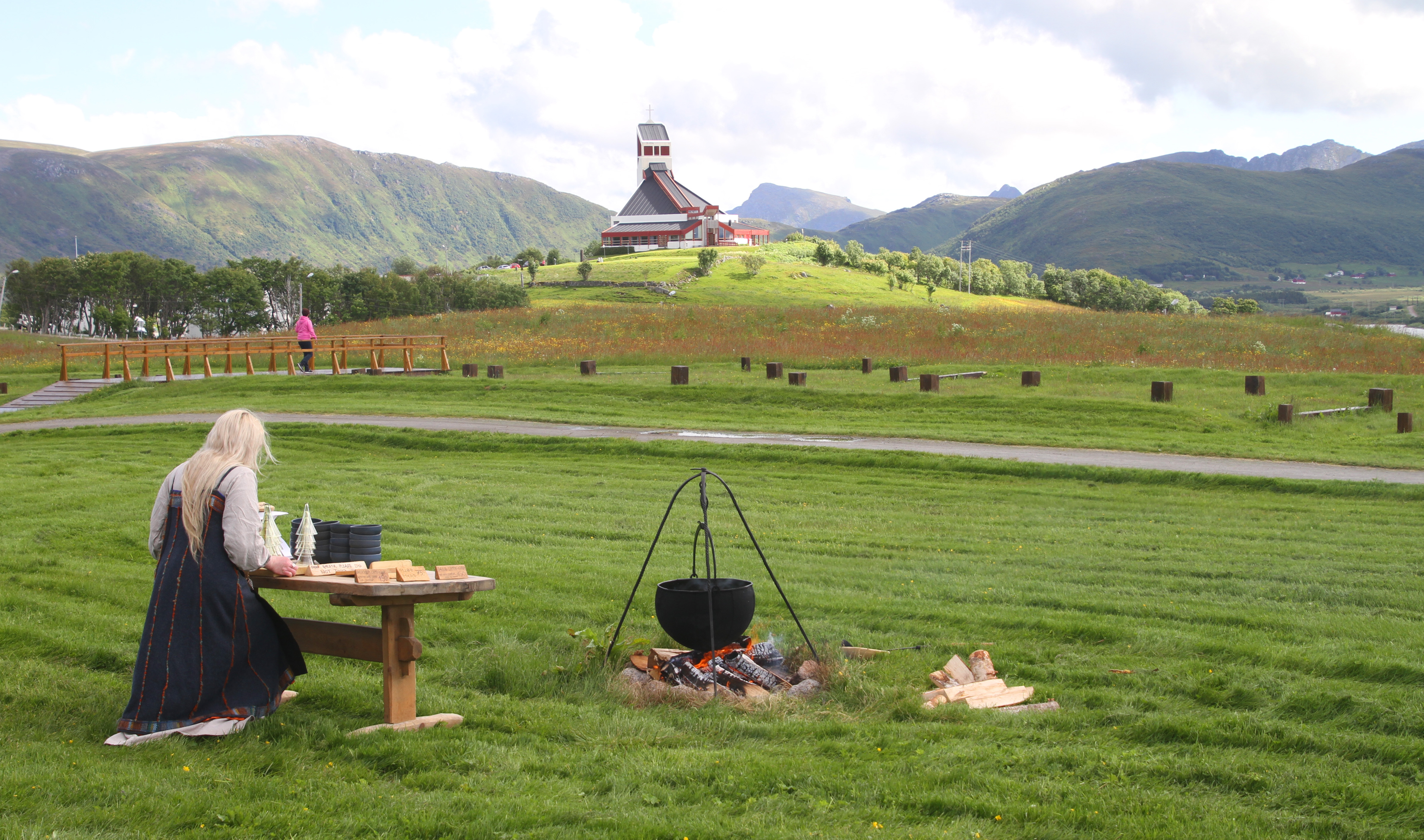
Borg
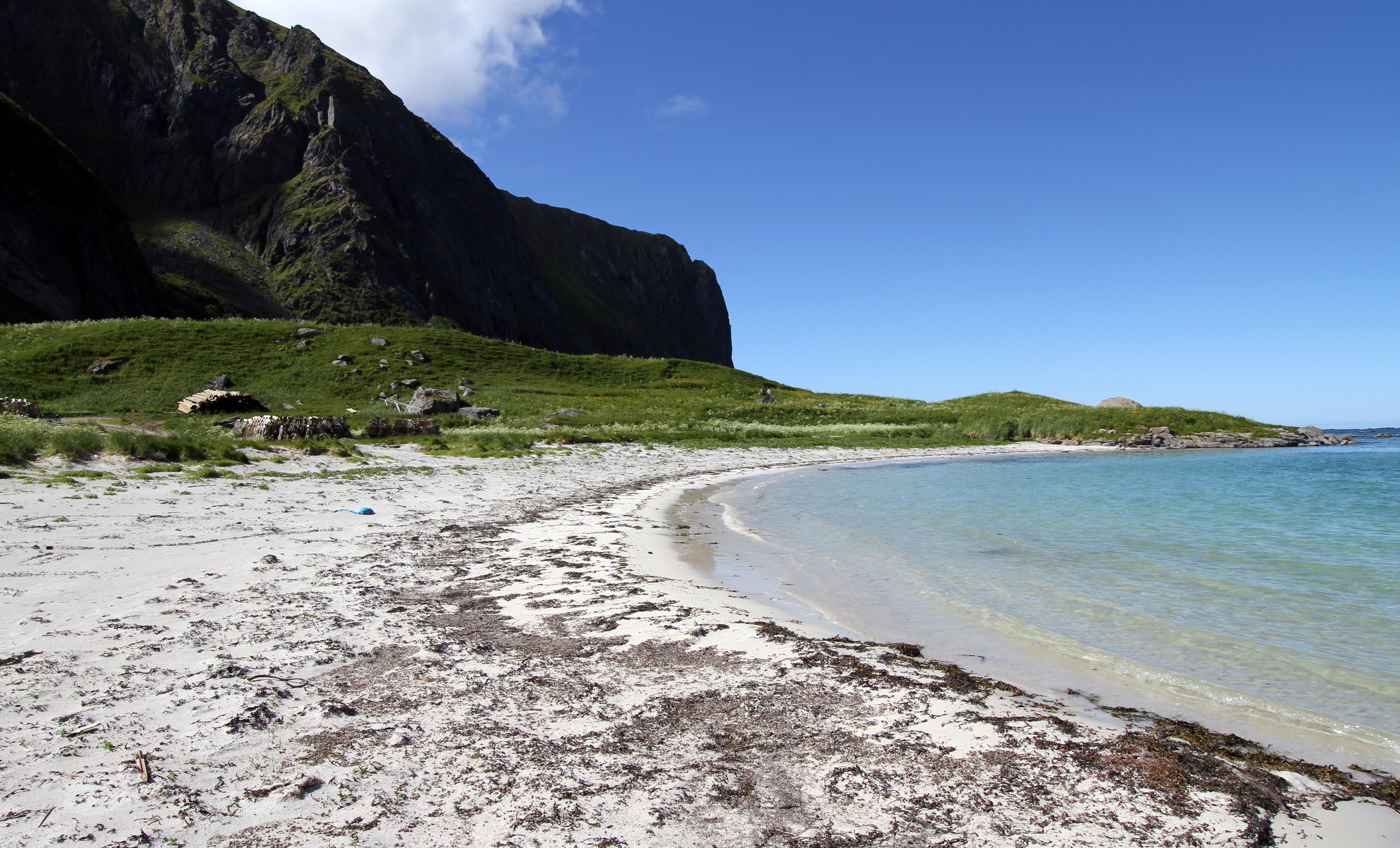
Eggum
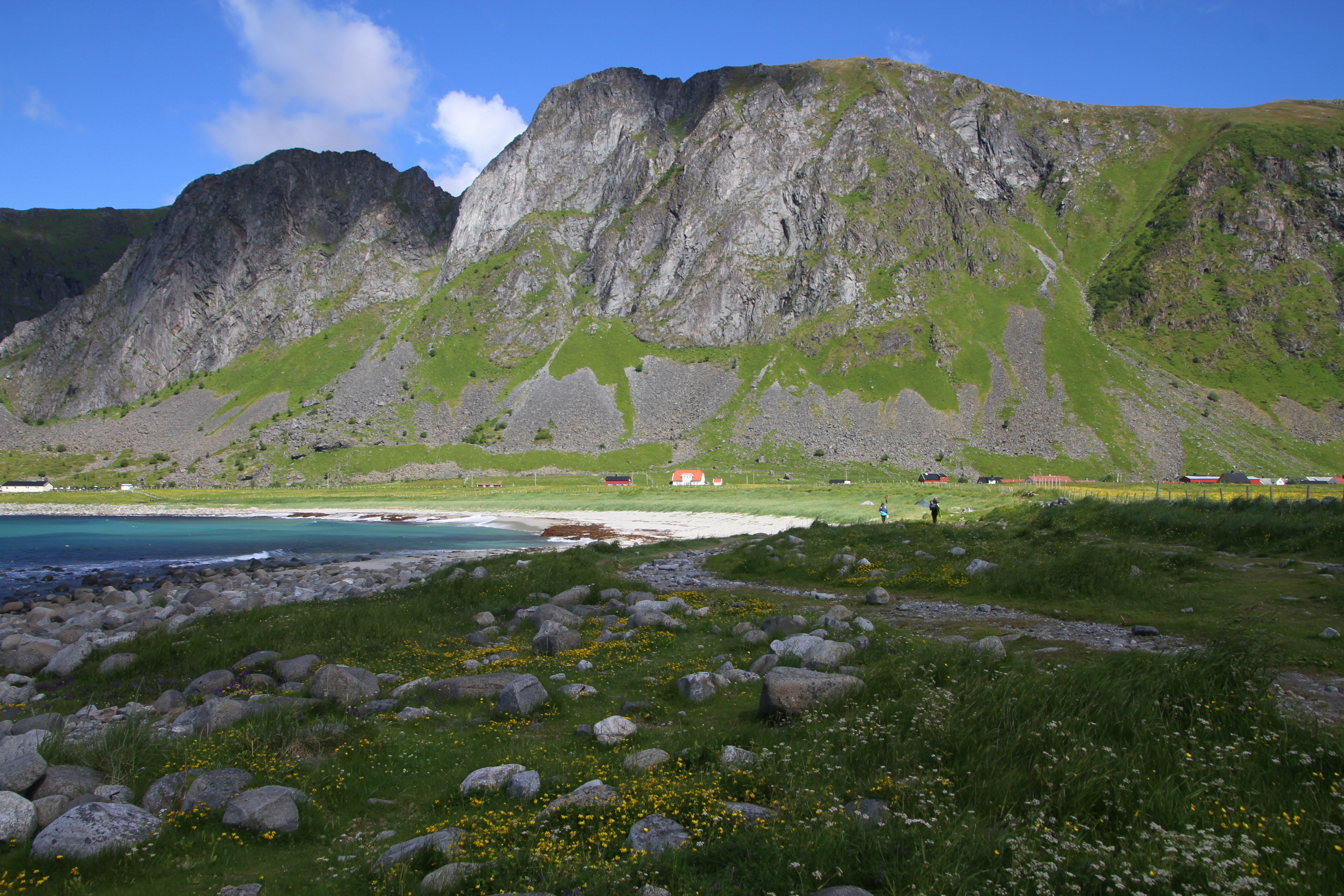
Unstad
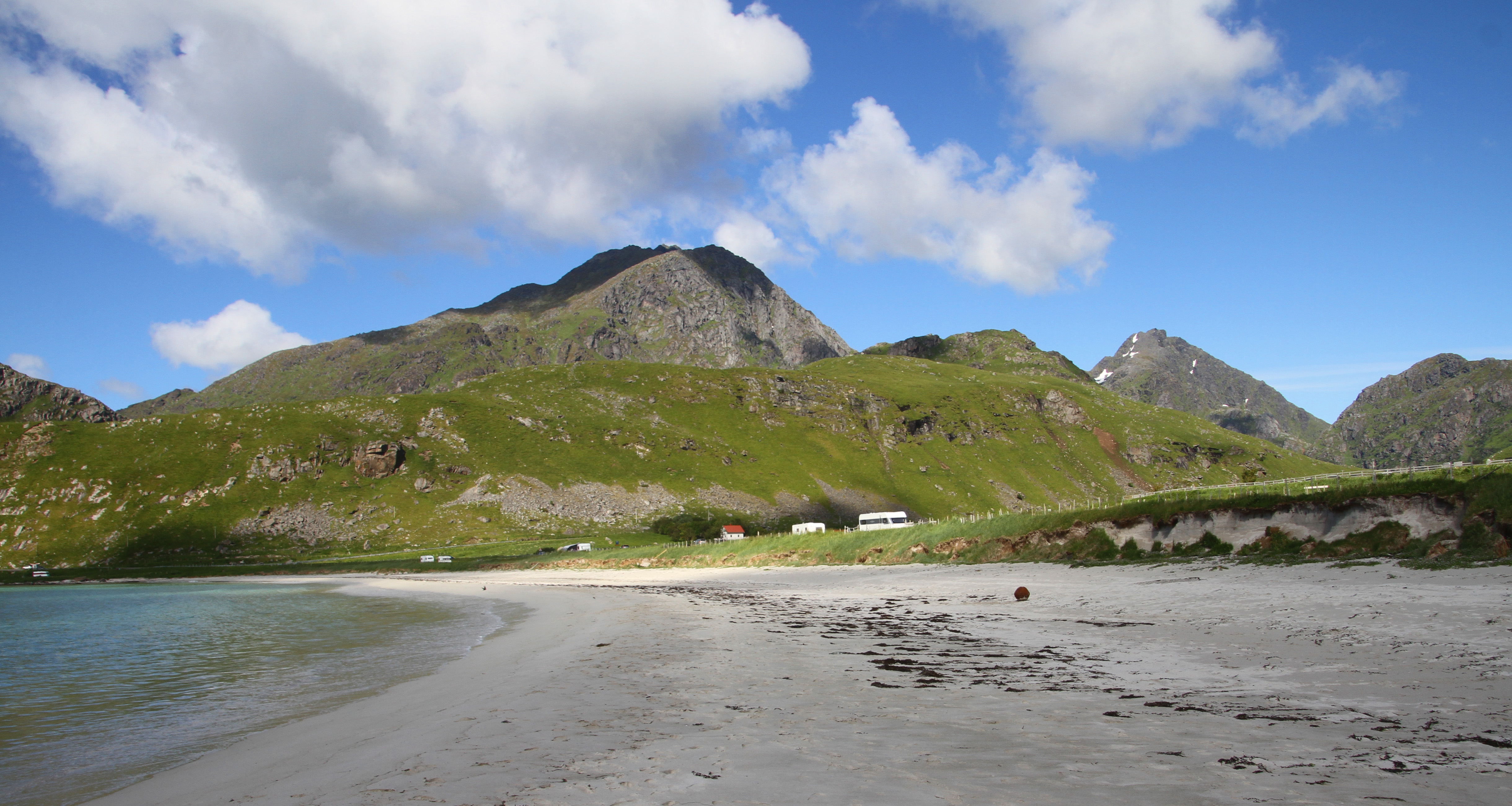
Haukland
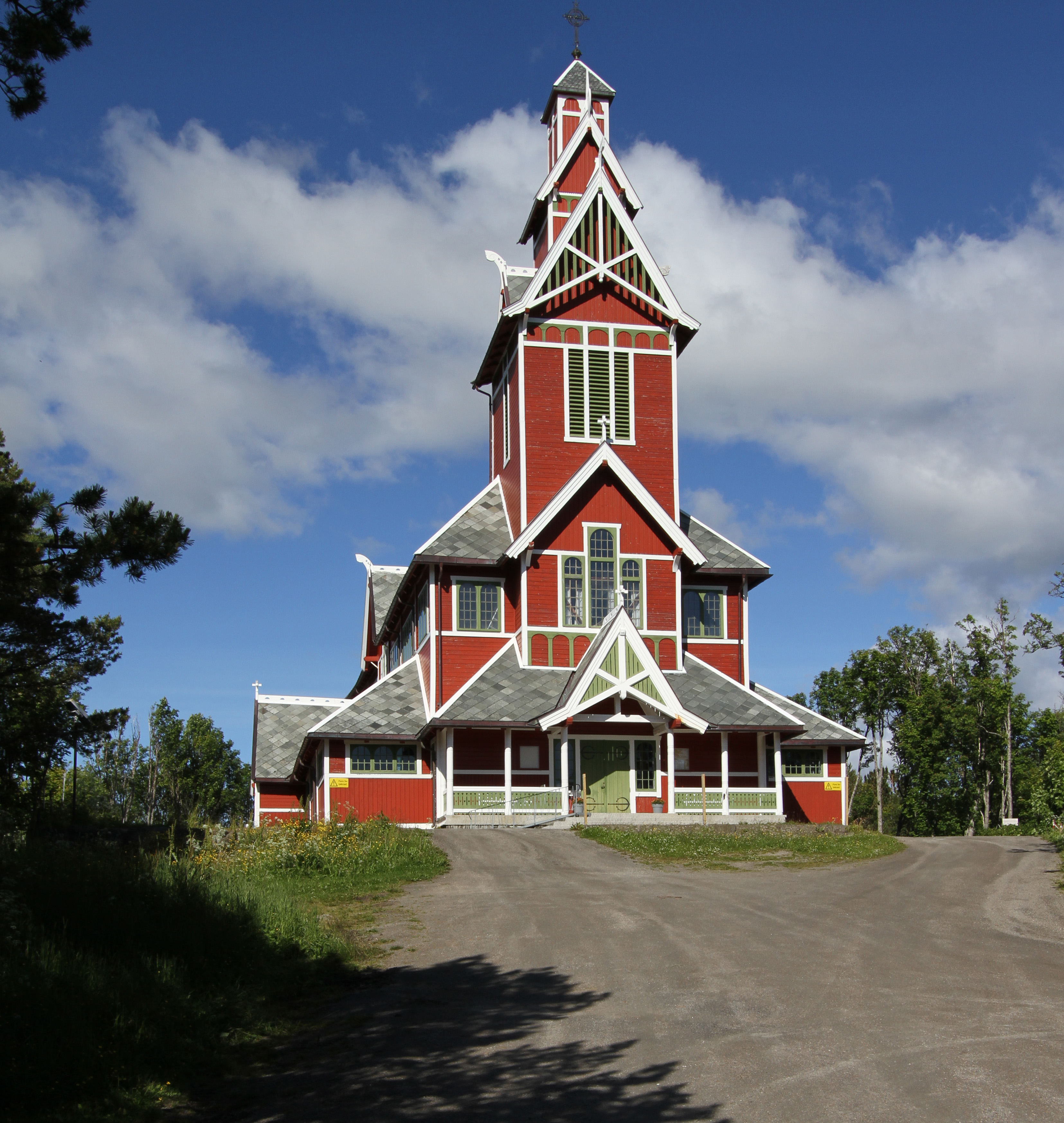
Gravdal
Mortsund
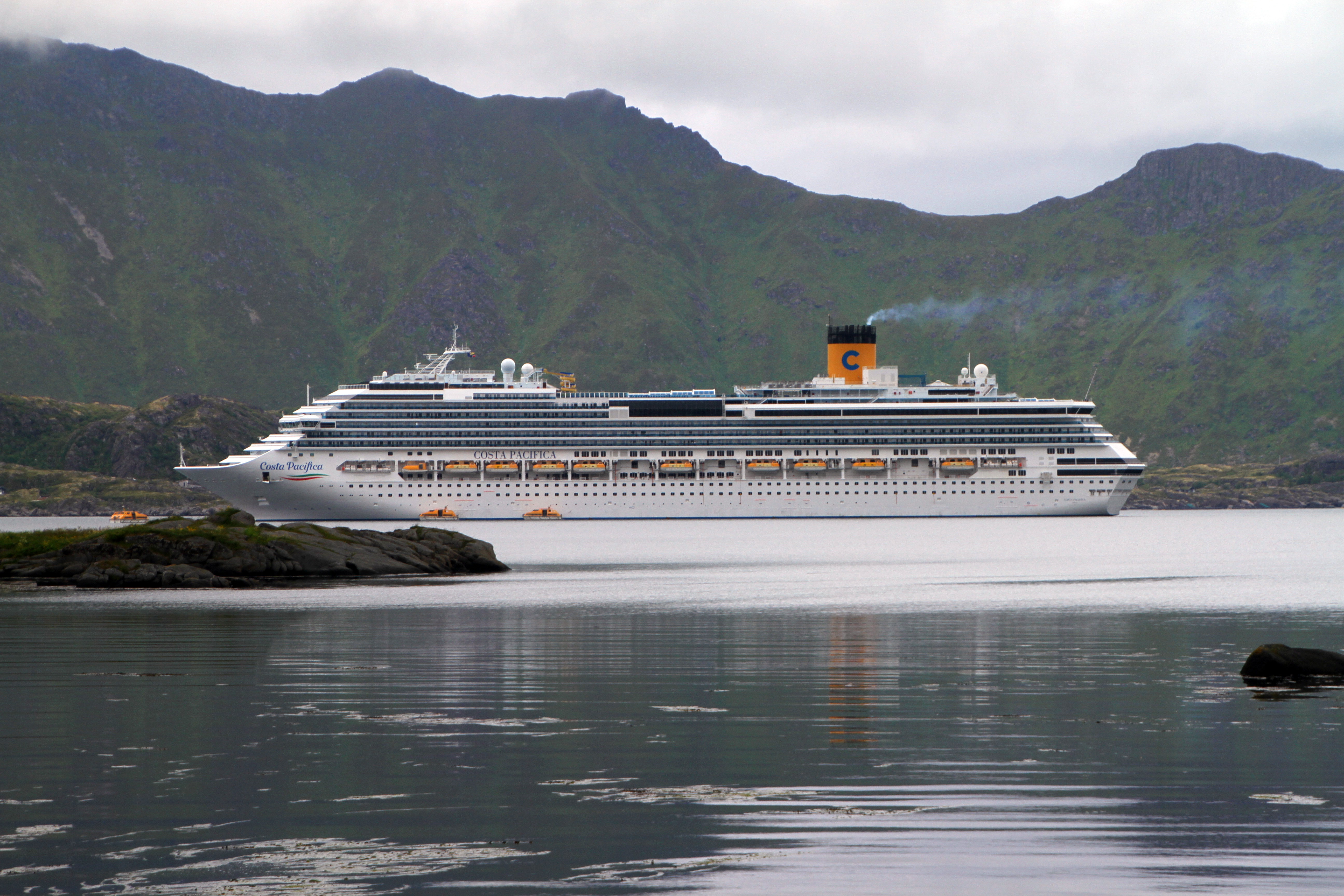
Leknes
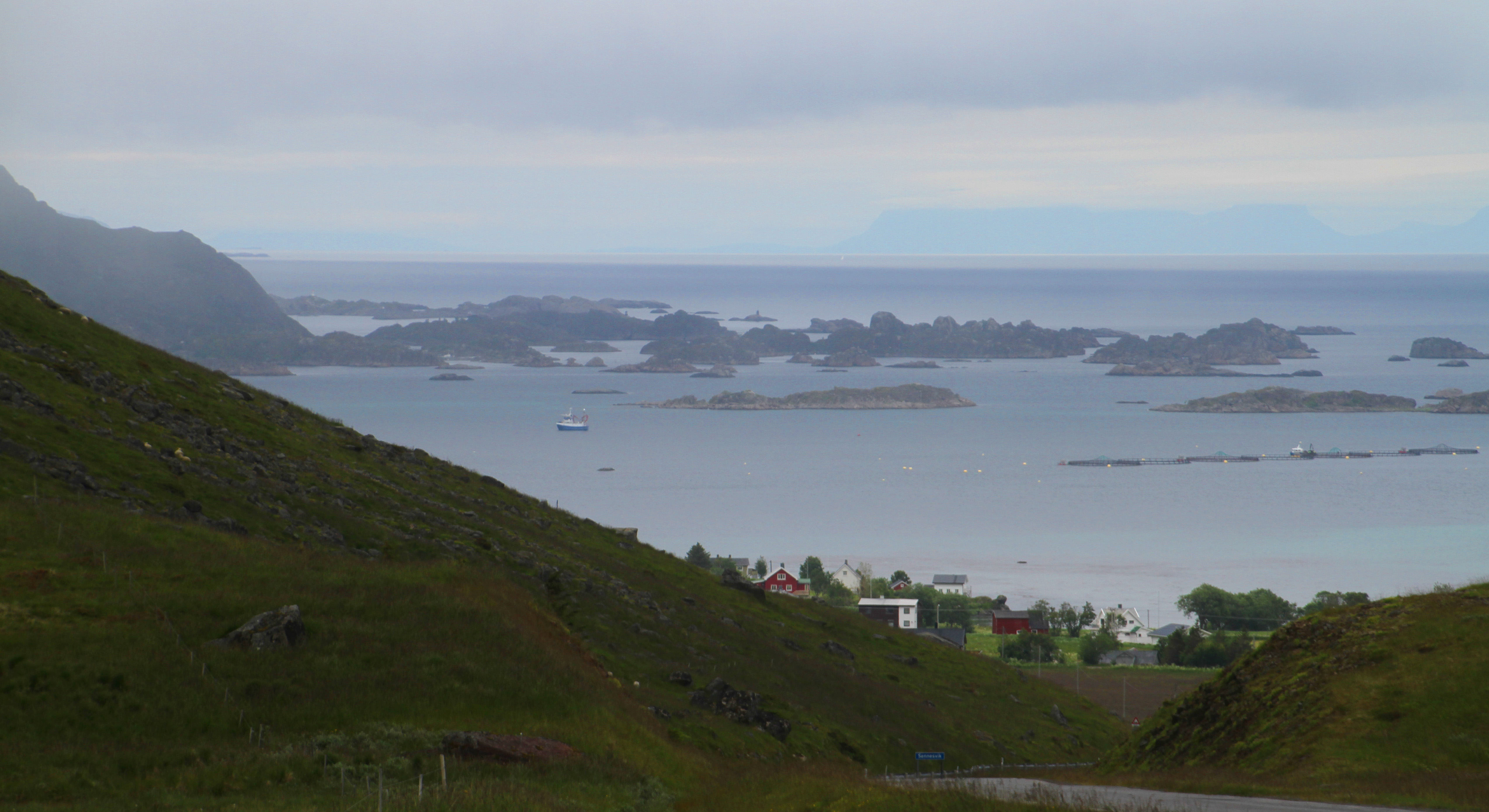
Sennesvik
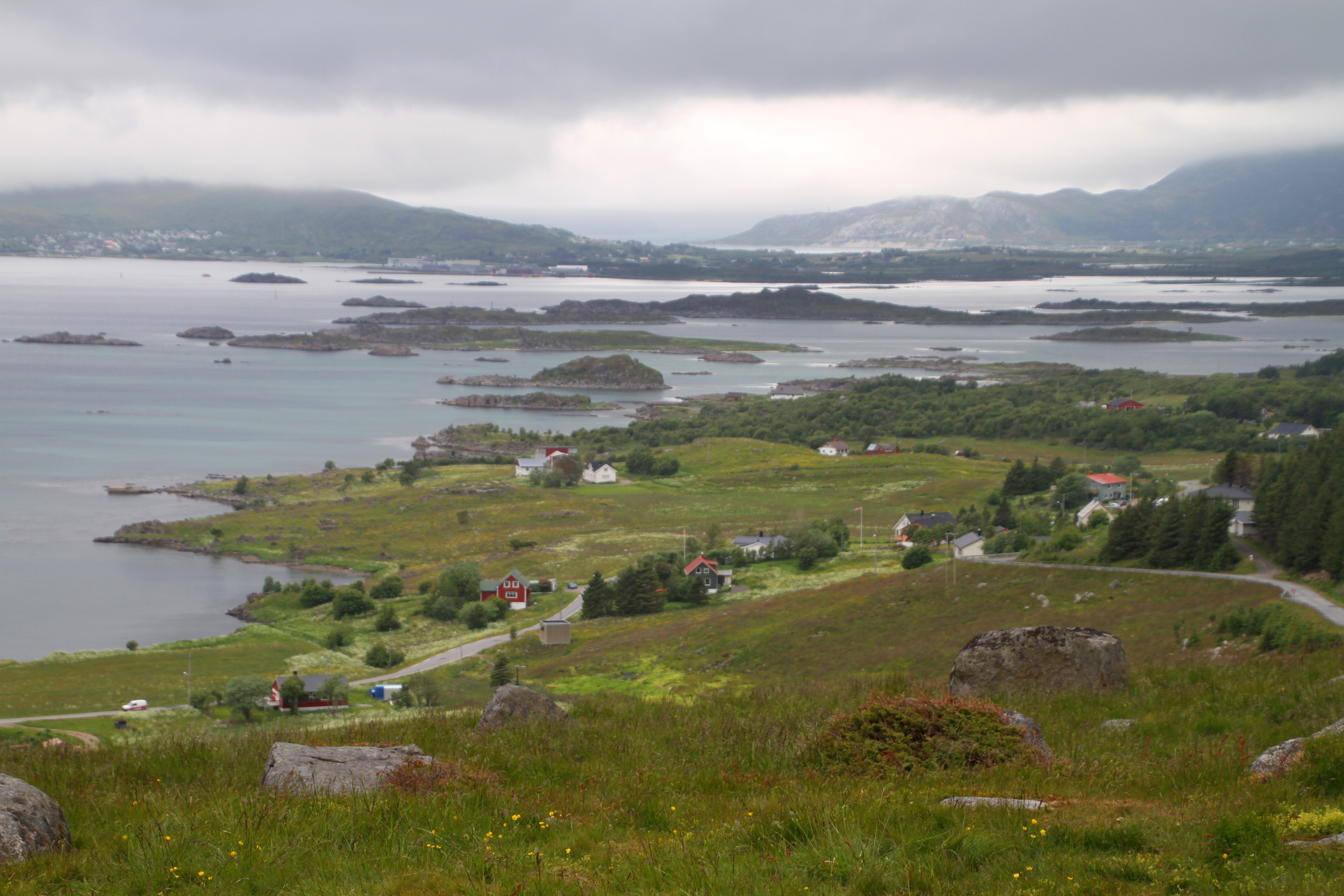
Ramsvik
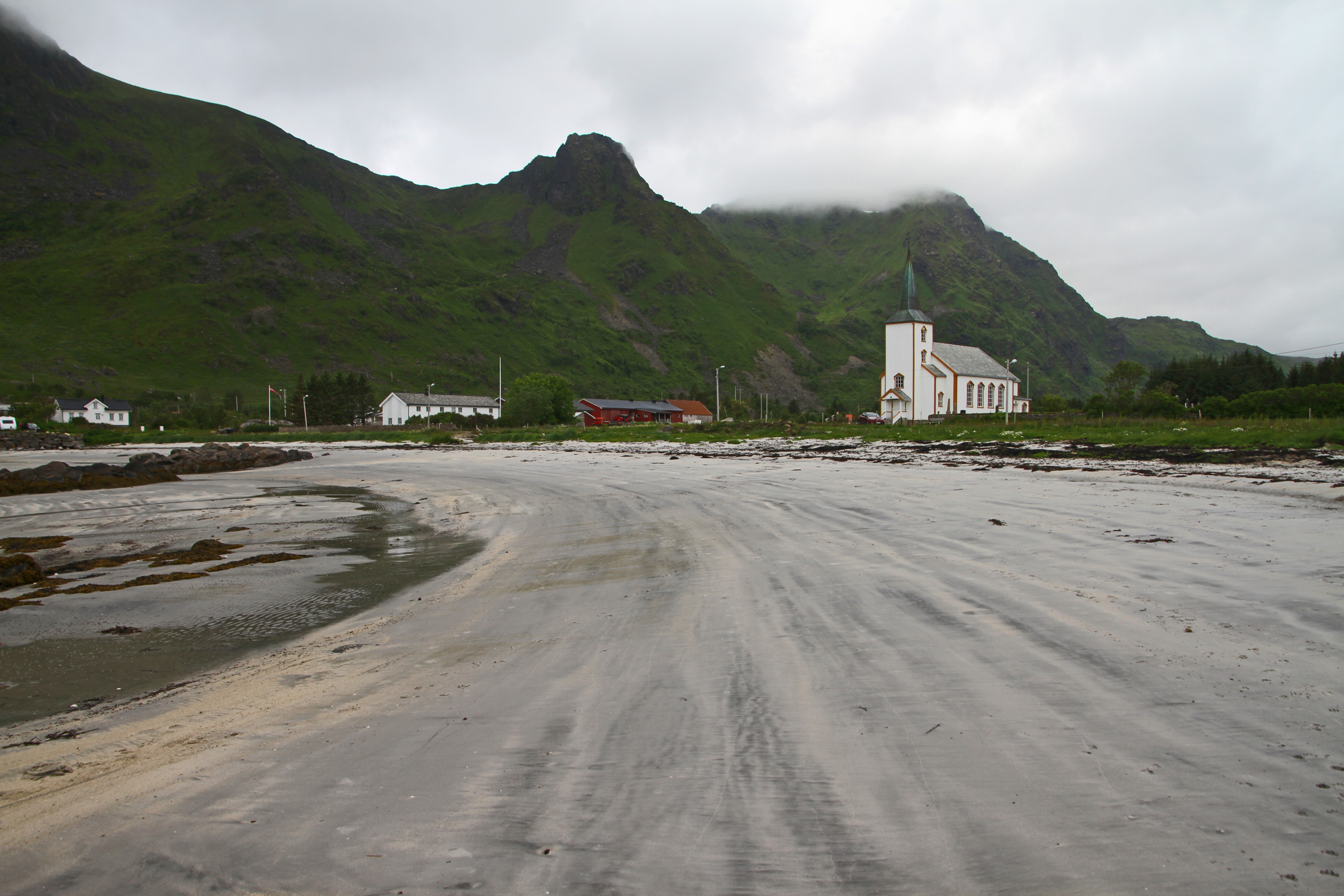
Valberg